# 모리스 르블로 대회

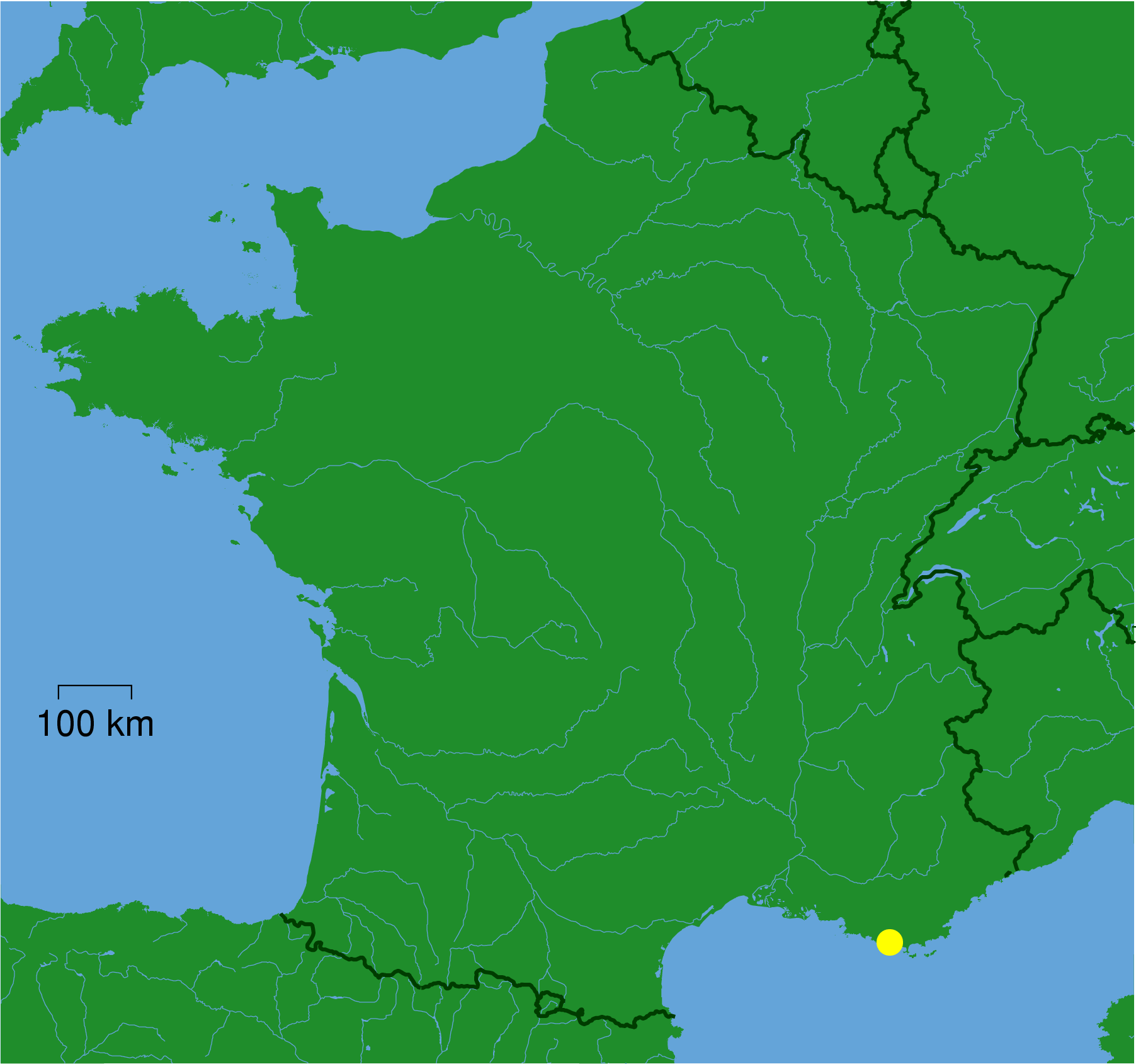

모리스 르블로 대회(프랑스어: Festival International Espoirs – Tournoi Maurice Revello, 영어: Maurice Revello Tournament)는 프랑스에서 개최되는 국제 축구 대회로 대회 주최측에서 개별적으로 초청한 17세 이하에서 23세 이하 청소년 국가대표팀들이 참가한다. 1967년 창시되었으며 첫 대회 당시에는 클럽팀들이 대회에 참가했지만 1986년과 1989년 대회에 INF 비시가 초청된 것을 제외하면 1975년 대회부터 국가대표팀으로 대회 참가 자격이 제한되었다.
프랑스의 프로방스알프코트다쥐르에서 행해졌고 결승전이 대체로 툴롱에서 진행되었으며 2016년 대회까지 툴롱 유망주 대회(프랑스어: Tournoi Espoirs de Toulon)라는 명칭을 사용했으나 2016년 사망한 대회의 창시자 모리스 르블로(프랑스어: Maurice Revello)를 기리기 위해 대회의 명칭이 '모리스 르블로 대회'로 변경되었고 2017년 대회부터 새로운 명칭이 적용되었다.

## 역대 대회
| 횟수 | 연도   | 우승         | 점수                    | 준우승              | 3위                      | 점수                     | 4위                      |
| ---- | ------ | ------------ | ----------------------- | ------------------- | ------------------------ | ------------------------ | ------------------------ |
| 1    | 1967년 | 안데를레흐트 | 1 - 0                   | 슬로반 브라티슬라바 | 3, 4위전 없음            | 3, 4위전 없음            | 3, 4위전 없음            |
| 2    | 1974년 | 폴란드       | 1 - 1*                  | 헝가리              | 체코슬로바키아           | 3 - 2*                   | 브라질                   |
| 3    | 1975년 | 아르헨티나   | 1 - 0                   | 프랑스              | 이탈리아                 | 2 - 0                    | 멕시코                   |
| 4    | 1976년 | 불가리아     | 3 - 2                   | 프랑스              | 멕시코                   | 2 - 1                    | 포르투갈                 |
| 5    | 1977년 | 프랑스       | 1 - 0                   | 불가리아            | 네덜란드                 | 3 - 1                    | 헝가리                   |
| 6    | 1978년 | 헝가리       | 4 - 3                   | 프랑스              | 네덜란드                 | 2 - 1                    | 멕시코                   |
| 7    | 1979년 | 소련         | 2 - 0                   | 네덜란드            | 헝가리                   | 2 - 0                    | 프랑스                   |
| 8    | 1980년 | 브라질       | 2 - 1                   | 프랑스              | 체코슬로바키아           | 1 - 1                    | 소련                     |
| 9    | 1981년 | 브라질       | 2 - 0                   | 체코슬로바키아      | 소련                     | 0 - 0                    | 프랑스                   |
| 10   | 1982년 | 유고슬라비아 | 2 - 2                   | 체코슬로바키아      | 네덜란드                 | 1 - 1                    | 동독                     |
| 11   | 1983년 | 브라질       | 1 - 1                   | 아르헨티나          | 프랑스                   | 0 - 0 (4 - 3 PSO)        | 서독                     |
| 12   | 1984년 | 프랑스       | 1 - 1                   | 소련                | 체코슬로바키아           | 2 - 0                    | 네덜란드                 |
| 13   | 1985년 | 프랑스       | 3 - 1                   | 잉글랜드            | 스페인                   | 1 - 0                    | 카메룬                   |
| 14   | 1986년 | 불가리아     | 1 - 0                   | 프랑스              | 소련                     | 2 - 1                    | 포르투갈                 |
| 15   | 1987년 | 프랑스       | 1 - 1                   | 불가리아            | 브라질                   | 1 - 0                    | 소련                     |
| 16   | 1988년 | 프랑스       | 4 - 2                   | 잉글랜드            | 불가리아                 | 1 - 1 (5 - 4 PSO)        | 소련                     |
| 17   | 1989년 | 프랑스       | 3 - 0                   | 불가리아            | 미국                     | 2 - 0                    | 잉글랜드                 |
| 18   | 1990년 | 잉글랜드     | 2 - 1                   | 체코슬로바키아      | 브라질                   | 2 - 1                    | 포르투갈                 |
| 19   | 1991년 | 잉글랜드     | 1 - 0                   | 프랑스              | 3, 4위전이 치러지지 않음 | 3, 4위전이 치러지지 않음 | 3, 4위전이 치러지지 않음 |
| 20   | 1992년 | 포르투갈     | 2 - 1                   | 유고슬라비아        | 3, 4위전이 치러지지 않음 | 3, 4위전이 치러지지 않음 | 3, 4위전이 치러지지 않음 |
| 21   | 1993년 | 잉글랜드     | 1 - 0                   | 프랑스              | 3, 4위전이 치러지지 않음 | 3, 4위전이 치러지지 않음 | 3, 4위전이 치러지지 않음 |
| 22   | 1994년 | 잉글랜드     | 2 - 0                   | 포르투갈            | 3, 4위전이 치러지지 않음 | 3, 4위전이 치러지지 않음 | 3, 4위전이 치러지지 않음 |
| 23   | 1995년 | 브라질       | 1 - 0                   | 프랑스              | 3, 4위전이 치러지지 않음 | 3, 4위전이 치러지지 않음 | 3, 4위전이 치러지지 않음 |
| 24   | 1996년 | 브라질       | 1 - 1                   | 프랑스              | 3, 4위전이 치러지지 않음 | 3, 4위전이 치러지지 않음 | 3, 4위전이 치러지지 않음 |
| 25   | 1997년 | 프랑스       | 2 - 1                   | 포르투갈            | 3, 4위전이 치러지지 않음 | 3, 4위전이 치러지지 않음 | 3, 4위전이 치러지지 않음 |
| 26   | 1998년 | 아르헨티나   | 2 - 0                   | 프랑스              | 포르투갈                 | 2 - 0                    | 중화인민공화국           |
| 27   | 1999년 | 콜롬비아     | 1 - 1 (AET) (6 - 5 PSO) | 아르헨티나          | 프랑스                   | 3 - 2                    | 멕시코                   |
| 28   | 2000년 | 콜롬비아     | 1 - 1 (AET) (3 - 1 PSO) | 포르투갈            | 이탈리아                 | 1 - 0                    | 코트디부아르             |
| 29   | 2001년 | 포르투갈     | 2 - 1                   | 콜롬비아            | 프랑스                   | 2 - 0                    | 네덜란드                 |
| 30   | 2002년 | 브라질       | 2 - 0                   | 이탈리아            | 일본                     | 0 - 0 (5 - 4 PSO)        | 잉글랜드                 |
| 31   | 2003년 | 포르투갈     | 3 - 1                   | 이탈리아            | 아르헨티나               | 1 - 0                    | 멕시코                   |
| 32   | 2004년 | 프랑스       | 1 - 0                   | 스웨덴              | 중화인민공화국           | 1 - 0                    | 브라질                   |
| 33   | 2005년 | 프랑스       | 4 - 1                   | 포르투갈            | 잉글랜드                 | 1 - 1 (3 - 2 PSO)        | 멕시코                   |
| 34   | 2006년 | 프랑스       | 0 - 0 (AET) (5 - 3 PSO) | 네덜란드            | 포르투갈                 | 1 - 0                    | 중화인민공화국           |
| 35   | 2007년 | 프랑스       | 3 - 1                   | 중화인민공화국      | 코트디부아르             | 0 - 0 (AET) (5 - 4 PSO)  | 포르투갈                 |
| 36   | 2008년 | 이탈리아     | 1 - 0                   | 칠레                | 코트디부아르             | 2 - 2 (AET) (4 - 3 PSO)  | 일본                     |
| 37   | 2009년 | 칠레         | 1 - 0                   | 프랑스              | 아르헨티나               | 1 - 0                    | 네덜란드                 |
| 38   | 2010년 | 코트디부아르 | 3 - 2                   | 덴마크              | 프랑스                   | 2 - 1                    | 칠레                     |
| 39   | 2011년 | 콜롬비아     | 1 - 1 (AET) (3 - 1 PSO) | 프랑스              | 이탈리아                 | 1 - 1 (5 - 4 PSO)        | 멕시코                   |
| 40   | 2012년 | 멕시코       | 3 - 0                   | 튀르키예            | 네덜란드                 | 3 - 2                    | 프랑스                   |
| 41   | 2013년 | 브라질       | 1 - 0                   | 콜롬비아            | 프랑스                   | 2 - 1                    | 포르투갈                 |
| 42   | 2014년 | 브라질       | 5 - 2                   | 프랑스              | 포르투갈                 | 1 - 0                    | 잉글랜드                 |
| 43   | 2015년 | 프랑스       | 3 - 1                   | 모로코              | 미국                     | 2 - 1                    | 잉글랜드                 |
| 44   | 2016년 | 잉글랜드     | 2 - 1                   | 프랑스              | 포르투갈                 | 1 - 1 (4 - 2 PSO)        | 체코                     |
| 45   | 2017년 | 잉글랜드     | 1 - 1 (5 - 3 PSO)       | 코트디부아르        | 스코틀랜드               | 3 - 0                    | 체코                     |
| 46   | 2018년 | 잉글랜드     | 2 - 1                   | 멕시코              | 튀르키예                 | 0 - 0 (5 - 3 PSO)        | 스코틀랜드               |

## 같이 보기
- 킹스컵 국제축구대회
- 자카르타 창립 기념 국제축구대회
- 네루컵 국제축구대회
- 머라이언컵 국제축구대회